# Marc Lloyd-Williams
Marc Lloyd-Williams (né le 8 février 1973 à Bangor, au pays de Galles) est un footballeur gallois.

## Distinctions personnelles
- Championnat du pays de Galles de football
  - Meilleur buteur : 2002 et 2005.